# Echeandia gentryi
Echeandia gentryi är en sparrisväxtart som beskrevs av Robert William Cruden. Echeandia gentryi ingår i släktet Echeandia och familjen sparrisväxter. Inga underarter finns listade i Catalogue of Life.